# ボッカトチノキ

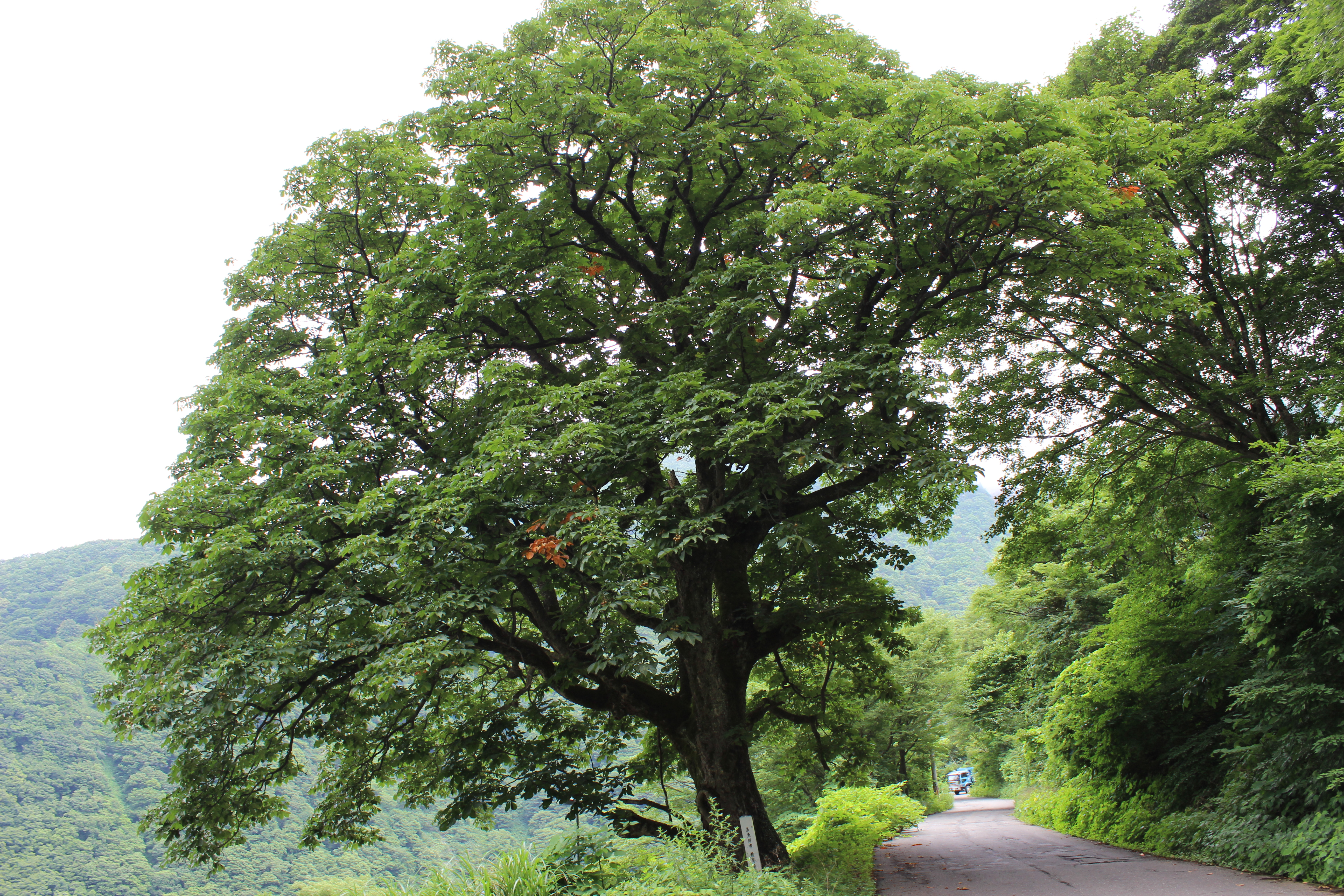
ボッカトチノキ

ボッカトチノキは、新潟県糸魚川市の大所（おおところ）地区に生育しているトチノキの巨木である。推定の樹齢は500年以上といわれ、千国街道を行きかうボッカや牛方たちの道しるべや休憩所となっていた。この木は1971年に、糸魚川市の天然記念物に指定されている。

## 由来
ボッカトチノキは、JR西日本大糸線の平岩駅から新潟県道375号線（以前の国道148号）を、長野県境に位置する葛葉峠に向かって2キロメートルほど登った道端に生育している。樹高は約20メートル、幹回りは約4.5メートル。
この木の名称となっているボッカ（歩荷）とは、背に荷物を背負って徒歩で運搬に従事する人を指す言葉である。葛葉峠を通る千国街道は、かつて「塩の道」と呼ばれ、糸魚川地方と信州の物流を担う重要な道であった。糸魚川からは塩や干し魚などの海産物を運び、信州からはタバコ、ダイズ、アズキなどの農作物などが運ばれていた。ボッカたちは、大所地区までの途中にある大野、小滝、根知などの集落に住む20代から40代までの働き盛りの男性たちが、3人から5人で1組となって働いていた。道が広い場所では牛馬が荷物を運び、悪路ではボッカが背負子に荷を括り付けて運搬した。ボッカたちは糸魚川から約70キロメートル離れた信濃大町まで1日の行程で運搬を請け負うことを「1日おり」（1日追い）と呼び、運搬日数によって「2日おり」「3日おり」と呼びならわしていた。信州との境近くにあるこの木をボッカや牛方たちは道しるべとし、木陰で休息を取っていた。
トチノキの実は、山間部における貴重な食料であり、大所地区付近にも森となって生育していた。その後トチノキは、近在の木地師たちにとって格好の材料となったため伐採されてゆき、この木だけが残った。樹勢は旺盛で、秋になるとこの木から落ちた実のせいで、千国街道を通行する車がスリップしてしまうことがよくあった。近年も、路上のアスファルトを覆い隠すほどに開花後の花を撒き散らしている。
以前は主要道の国道148号だった葛葉峠を通る千国街道は、大所トンネルの開通などによって主要道から外れ、その後新潟県道375号線となっている。1995年に起こった7.11水害によって、大所地区は大きな被害を受け、葛葉峠で道は行き止まりとなり、峠にあったドライブインも廃業を余儀なくされるなどして交通量は激減している。
地元大所地区が管理するこの木は、1971年3月26日に糸魚川市の天然記念物に指定され、かつての塩の道の往来を今に伝えている。

## 所在地
- 新潟県糸魚川市大所

## 交通
- JR西日本大糸線・平岩駅から車で5分、または北陸自動車道・糸魚川インターチェンジから車で約30分。